# Hannes B. Mosler
Hannes Benjamin Mosler  (* 11. April 1976 in Bremen) ist ein deutscher Politik- und Ostasienwissenschaftler, der schwerpunktmäßig zu Korea arbeitet.

## Leben
2003 erwarb er den Magister in Kulturwissenschaft und Koreastudien an der Humboldt-Universität zu Berlin und 2011 die Promotion (PhD) in Politikwissenschaft an der Seoul National University. Von 2009 bis 2013 war er wissenschaftlicher Mitarbeiter am Institut für Koreastudien an der FU Berlin. Von 2013 bis 2019 lehrte er als Juniorprofessor an der Graduate School of East Asian Studies und am Institut für Koreastudien der FU Berlin. Von Juni 2019 bis April 2020 war er Professor (W2) am Institut für Koreastudien der FU Berlin, woran anschließend er einen Ruf an die Universität Duisburg-Essen annahm. Dort ist er seitdem am Institut für Politikwissenschaft (IfP) und am Institut für Ostasienstudien (IN-EAST) angesiedelt und Inhaber des Lehrstuhls für sozialwissenschaftliche Ostasienstudien mit dem Schwerpunkt Politik und Gesellschaft Koreas.
Seine Forschungsschwerpunkte sind politische und soziale Fragen des modernen Koreas, politische Parteien, Parteiengesetze und Wahlen, Parteigeschichte und Parteireformen, politisches System und Verfassungsgerichtsbarkeit, politische Bildung und politische Erinnerung.

## Schriften (Auswahl)
- Nationalismusdiskurse in Südkorea. Bremen 2004, OCLC 76542801.
- 사라진 지구당, 공전하는 정당개혁-지구당 폐지만이 성숙한 민주주의로 가는 길인가. 2013, ISBN 978-89-7418-085-0.
- The Quality of Democracy in Korea. Three Decades after Democratization. Basingstoke: Palgrave Macmillan, 2018. Ko-Herausgeber: Eun-Jeung Lee, Hak-Jae Kim. ISBN 978-3-319-63918-5.
- „Präsident Moon Jae-in – die richtige Wahl für Südkorea,“ Asia Policy Brief Juni 2017, Bertelsmann Stiftung.
- Facetten deutsch-koreanischer Beziehungen – 130 Jahre gemeinsame Geschichte. Peter Lang Academic Publishers, 2017. Ko-Herausgeberin: Lee, Eun-Jeung. ,
- „The Institution of Presidential Impeachment in South Korea, 1992–2017,“ Verfassung und Recht in Übersee, Heft 2 (2017), 111–134.
- „Decoding the 'Free Democratic Basic Order' for the Unification of Korea,“ Korea Journal 57(2) (2017), 5–34.
- „Der Demokratiediskurs in Südkorea – Im Spannungsfeld von freiheitlicher und liberaler demokratischer Grundordnung,“ Politische Vierteljahresschrift, Sonderheft 51/2016, 567–588.
- „Das Verbot der Vereinten Progressiven Partei in der Republik Korea,“ Zeitschrift für Parlamentsfragen (ZParl), 47. Jg. (2016), H. 1, S. 176–194.
- Lost and Found in Translation / Circulating Ideas of Policy and Legal Decision Processes in Korea and Germany Peter Lang Academic Publishers, 2015. Ko-Herausgeberin: Lee, Eun-Jeung.
- Civil Society on the Move: Transition and Transfer in Germany and South Korea. Peter Lang Academic Publishers, 2015. Ko-Herausgeberin: Lee, Eun-Jeung.
- Länderbericht Korea. Bonn: Bundeszentrale für politische Bildung, 2015. Ko-Herausgeberin: Lee, Eun-Jeung.